# Понтіпул (фільм)
Понтіпул (Pontypool) — канадський науково-фантастичний фільм жахів 2008 року режисера Брюса Макдональда за сценарієм Тоні Берджесса, оснований на його романі «Понтіпул змінює все» (1995). Спін-оф, «Dreamland», вийшов 2019 року.

## Про фільм
В тихому канадському містечку Понтіпул швидкоплинно поширюється таємничий вірус — неначе лісова пожежа. Цей вірус зводить людей з розуму і перетворює їх на убивць, смерть і насильство поширюються по всьому місту.
Грант Маззі, ведучий місцевої радіостанції, та його помічники зі своєї студії намагаються знайти пояснення і повідомити громадян про те, що відбувається.
Доки не дізнаються жахливу правду про носій вірусу.

## Знімались
| Актор           | Роль               |
| --------------- | ------------------ |
| Стівен Макгетті | Грант Маззі        |
| Джорджина Рейлі | Лорел-Енн Драммонд |
| Грант Альянак   | Мендес             |
| Рік Робертс     | Кен Лоні           |
| Деніел Фазерс   | Найджел            |
| Тоні Берджес    | Тоні               |
| Бойд Бенкс      | Джей               |
| Луїс Негін      | оповідач           |